# La Fayette (Illinois)
La Fayette è un villaggio degli Stati Uniti d'America, situato nello Stato dell'Illinois, nella contea di Stark.